# Voltmeter
Vóltméter je merilna priprava za merjenje električne napetosti. Pogosto deluje na osnovi magnetnih učinkov električnega toka (instrument na mehko železo, instrument na vrtljivo tuljavo). Sodobni voltmetri običajno delujejo na principu kompenzacije. Poznamo digitalne in tudi drugačne voltmetre.
Voltmeter vežemo v električno vezje vzporedno med točki, med katerima želimo izmeriti električno napetost. Zato mora imeti čim večji notranji upor, da steče skozenj čim manjši tok in zategadelj sam tem manj vpliva na napetostno razliko. Merilno območje voltmetra povečamo tako, da zaporedno z njim zvežemo predupor.